# Enfrentamiento de Mardakert de 2008
Los enfrentamientos de Mardakert de 2008 comenzaron el 4 de marzo después de las protestas de las elecciones armenias de 2008. Involucró los combates más intensos entre miembros  de etnia armenia y las fuerzas Azerbaijani sobre la región en disputa de Alto Karabaj desde el cese el fuego de 1994 después de la primera guerra del Alto Karabaj.
Fuentes armenias acusaron a Azerbaiyán de intentar aprovechar los disturbios en curso en Armenia. En su contraparte de Azerbaiyán, se culpó a Armenia alegando que el gobierno de dicho país estaba tratando de desviar la atención debido a las tensiones internas.
Después del incidente, el 14 de marzo, la Asamblea General de las Naciones Unidas con un voto registrado de 39 a favor y 7 en contra adoptó la Resolución 62/243, exigiendo el retiro inmediato de todas las fuerzas armenias.

## Preludio
En una señal de desaprobación después de la declaración de independencia de Kosovo de 2008, el parlamento de Azerbaiyán votó para retirar un equipo de mantenimiento de la paz azerí de 33 miembros que habían estado sirviendo allí bajo el mando de la OTAN desde 1999, como parte de la misión de mantenimiento de la paz turca. El 4 de marzo, el presidente de Azerbaiyán Ilham Aliyev dijo que la independencia de Kosovo está "envalentonando a los separatistas armenios en Nagorno-Karabaj", y que su país estaba listo para recuperarla por la fuerza. Antes de las escaramuzas, Ilham Aliyev había insistido en numerosas ocasiones en que su país estaba listo para retomar la región por la fuerza y había estado comprando el equipo militar y las municiones para hacerlo. No obstante, Aliyev expresó su esperanza de que el creciente ejército de Azerbaiyán pudiera impulsar las conversaciones hacia un avance diplomático: "Llegará un momento en que los armenios estarán de acuerdo con ese tratado", dijo.

## Eventos

### Desde el punto de vista de Azerbaiyán
Según la parte azerbaiyana, las fuerzas armenias atacaron las posiciones del ejército azerbaiyano en el distrito Tartar de Azerbaiyán. En la batalla resultante, ocho militares azeríes y doce militares armenios murieron, mientras que otros cuatro militares armenios resultaron heridos.

### Desde el punto de vista de Armenia
Según la parte armenia, las fuerzas azerbaiyanas atacaron posiciones armenias cerca de la aldea de Levonarkh en la región de Mardakert, en el noreste de Nagorno-Karabaj, a principios del 4 de marzo de 2008. Luego tomaron brevemente las posiciones ocupadas por las fuerzas armenias, que luego fueron recapturado. También se afirmó que ocho militares azeríes murieron y siete resultaron heridos, con dos militares armenios heridos,. Se destacó además que los azeríes huyeron dejando armamento en el campo de batalla. El presidente armenio Robert Kocharyan afirmó que las tropas azeríes usaron artillería pesada en la lucha.